# SUPER 8 Classic 2023
25. ročník jednodenního cyklistického závodu SUPER 8 Classic se konal 16. září 2023 v Belgii. Vítězem se stal Nizozemec Mathieu van der Poel z týmu Alpecin–Deceuninck. Na druhém a třetím místě se umístili Francouz Anthony Turgis (Team TotalEnergies) a Belgičan Florian Vermeersch (Lotto–Dstny). Závod byl součástí UCI ProSeries 2023 na úrovni 1.Pro.

## Týmy
Závodu se zúčastnilo 12 z 18 UCI WorldTeamů a 7 UCI ProTeamů. Každý tým přijel na start se sedmi závodníky kromě týmu UAE Team Emirates s šesti jezdci. 2 závodníci neodstartovali, na start se tak postavilo 130 jezdců. Do cíle v Haachtu dojelo 52 z nich.
UCI WorldTeamy
- AG2R Citroën Team
- Alpecin–Deceuninck
- Arkéa–Samsic
- Cofidis
- Intermarché–Circus–Wanty
- Lidl–Trek
- Movistar Team
- Soudal–Quick-Step
- Team dsm–firmenich
- Team Jayco–AlUla
- Team Jumbo–Visma
- UAE Team Emirates

UCI ProTeamy
- Bingoal WB
- Israel–Premier Tech
- Lotto–Dstny
- Team Flanders–Baloise
- Team TotalEnergies
- Tudor Pro Cycling Team
- Uno-X Pro Cycling Team

## Výsledky
| Pořadí | Jezdec                     | Tým                    | Čas        |
| ------ | -------------------------- | ---------------------- | ---------- |
| 1      | Mathieu van der Poel (NED) | Alpecin–Deceuninck     | 4h 39' 29" |
| 2      | Anthony Turgis (FRA)       | Team TotalEnergies     | + 0"       |
| 3      | Florian Vermeersch (BEL)   | Lotto–Dstny            | + 0"       |
| 4      | Lars Boven (NED)           | Team Jumbo–Visma       | + 0"       |
| 5      | Jakob Fuglsang (DEN)       | Israel–Premier Tech    | + 0"       |
| 6      | Gianni Vermeersch (BEL)    | Alpecin–Deceuninck     | + 7"       |
| 7      | Alexander Kristoff (NOR)   | Uno-X Pro Cycling Team | + 15"      |
| 8      | Luka Mezgec (SLO)          | Team Jayco–AlUla       | + 15"      |
| 9      | Florian Sénéchal (FRA)     | Soudal–Quick-Step      | + 15"      |
| 10     | Sandy Dujardin (FRA)       | Team TotalEnergies     | + 15"      |